# Саранск (городской округ)
Городской округ Сара́нск — муниципальное образование в Республике Мордовии в составе Российской Федерации.
Административный центр — город Саранск.
Городской округ соответствует административно-территориальной единице — город республиканского значения Саранск с подчинёнными ему населёнными пунктами.

## География
Городской округ расположен на востоке центральной части Мордовии. Граничит на севере с Лямбирским, на западе — с Рузаевским, на востоке и юге — с Кочкуровским районами Мордовии.
В состав территории городского округа входят 209,376 км² сельскохозяйственных земель, земли промышленности и иного специального назначения 8,929 км², земли лесного фонда 35,152 км². Общая площадь земель городского округа составляет 396,533 км².

## История
Город Саранск наделён статусом городского округа согласно Закону Республики Мордовия от 28 декабря 2004 года N 114-З «Об установлении границы муниципального образования город Саранск и наделении его статусом городского округа».

## Население
| 1970     | 1979     | 1989     | 2002     | 2009     | 2010     | 2011     | 2012     | 2013     |
| -------- | -------- | -------- | -------- | -------- | -------- | -------- | -------- | -------- |
| 208 909  | ↗284 828 | ↗339 365 | ↘332 237 | ↘323 116 | ↗324 973 | ↗325 870 | ↗326 130 | ↗326 815 |
| 2014     | 2015     | 2016     | 2017     | 2018     | 2019     | 2020     | 2021     | 2024     |
| ↗328 140 | ↗331 654 | ↗337 219 | ↗344 367 | ↗348 358 | ↘347 922 | ↗349 751 | ↘343 767 | ↘339 151 |
| 2025     |          |          |          |          |          |          |          |          |
| ↘337 659 |          |          |          |          |          |          |          |          |

### Национальный состав
По данным переписи 2010 года, в городском округе представлены следующие национальности: русские — 65,7 %, мордва — 27,5 %, татары — 4,7 %, украинцы — 0,5 %, армяне — 0,2 %.

### Урбанизация
Городское население (город Саранск и посёлки городского типа Луховка, Николаевка, Ялга) составляет 97,3 % от всего населения городского округа.

## Населённые пункты
В состав городского округа Саранск входят 17 населённых пунктов, в том числе:
- 4 городских населённых пункта, из которых один город и три посёлка городского типа (рабочих посёлка),
- 13 сельских населённых пунктов.

| №  | Населённый пункт | Тип     | Население (чел.) | Площадь (км²) | Соответствие административно- территориальной единице |
| -- | ---------------- | ------- | ---------------- | ------------- | ----------------------------------------------------- |
| 1  | Горяйновка       | село    | ↗1136            | 3,75          | Горяйновский сельсовет                                |
| 2  | Грибоедово       | село    | ↘74              | 1,90          | Горяйновский сельсовет                                |
| 3  | Добровольный     | посёлок | ↘66              | 3,56          | р.п. Николаевка                                       |
| 4  | Зыково           | село    | ↘981             | 1,35          | Зыковский сельсовет                                   |
| 5  | Ивановка         | деревня | ↗65              | 7,57          | Горяйновский сельсовет                                |
| 6  | Куликовка        | село    | ↗870             | 3,85          | р.п. Луховка                                          |
| 7  | Луховка          | пгт     | ↗9036            | 8,12          | р.п. Луховка                                          |
| 8  | Макаровка        | село    | ↗856             | 2,76          | р.п. Луховка                                          |
| 9  | Монастырское     | село    | ↘918             | 1,26          | Зыковский сельсовет                                   |
| 10 | Напольная Тавла  | село    | ↗512             | 4,36          | Напольно-Тавлинский сельсовет                         |
| 11 | Николаевка       | пгт     | ↘3725            | 7,27          | р.п. Николаевка                                       |
| 12 | Озёрный          | посёлок | ↗1556            | 3,60          | Озерный сельсовет                                     |
| 13 | Полянки          | деревня | ↘457             | 1,39          | Зыковский сельсовет                                   |
| 14 | Пушкино          | посёлок | ↘633             | 2,90          | р.п. Николаевка                                       |
| 15 | Саранск          | город   | ↘309 349         | 81,48         | г. Саранск                                            |
| 16 | Танеевка         | деревня | ↘65              | 1,05          | Горяйновский сельсовет                                |
| 17 | Ялга             | пгт     | ↘6442            | 5,47          | р.п. Ялга                                             |

Все 16 населённых пунктов подчинены администрации Октябрьского района Саранска.

### Упразднённые населённые пункты
Посёлок разъезда 11 км.

## Органы местного самоуправления
Структуру органов местного самоуправления городского округа составляют:
- Совет депутатов городского округа Саранск (представительный орган муниципального образования);
- Глава городского округа Саранск (высшее должностное лицо муниципального образования);
- Администрация городского округа Саранск (исполнительно-распорядительный орган муниципального образования);
- Контрольно-счётная палата городского округа Саранск (контрольно-счётный орган муниципального образования).

Высшим должностным лицом муниципального образования является глава городского округа, который возглавляет Администрацию и избирается Советом депутатов городского округа Саранск из числа кандидатов, представленных конкурсной комиссией по результатам конкурса.
Главы городского округа
- Владимир Фёдорович Сушков (январь 2004 — май 2012)
- Пётр Николаевич Тултаев (29 мая — 19 июня 2012, и. о.; 19 июня 2012 — 24 сентября 2021)
- Илья Соколов (24 сентября — 29 декабря 2021, и. о.)
- Асабин Игорь Юрьевич (с 29 декабря 2021 — н.в.)